# Кушерека (деревня)
Ку́шерека — деревня в Онежском районе Архангельской области России. Входит в состав Малошуйского городского поселения.

## География

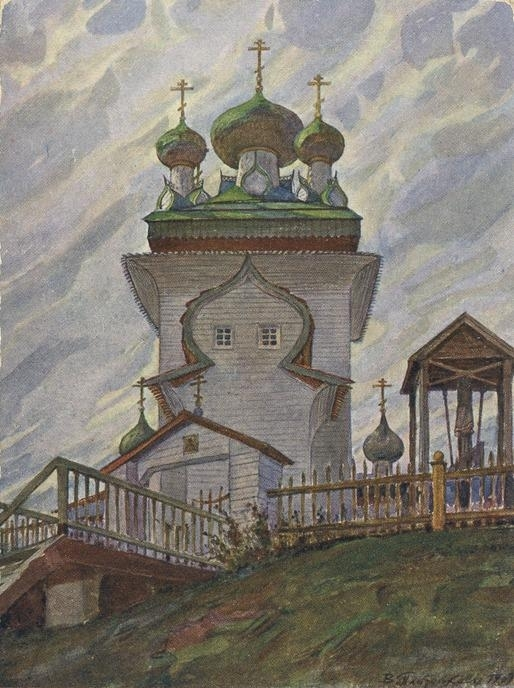
Вознесенская церковь на открытке ОВХР. Рисунок В. А. Плотникова

Село располагается на Поморском берегу Онежской губы Белого моря, в нижнем течении реки Кушерека. Состоит из деревень: Колебанича, Корелкича, Каварона, Тавазы, Полича.

## История
С XVI века Кушерецкая волостка была в составе Турчасовского стана Каргопольского уезда. До секуляризации 1764 года Кушерека и Унежма были вотчиной Соловецкого монастыря.
С 1780 года входила в Онежском уезде Архангельской области Вологодского наместничества, с 1796 года — в Архангельской губернии. В 1924 году Кушерецкая волость была упразднена, а Кушерека вошла в состав укрупнённой Поморской волости. С 1937 года — в Архангельской области. В 2006 году Кушерека вошла в состав Малошуйского городского поселения Онежского муниципального района.

## Население
| 2002 | 2010 | 2012 |
| ---- | ---- | ---- |
| 33   | ↘7   | ↗10  |

- В 1859 году в погосте Кушерецкий было 76 чел., в деревне Кузьминская — 622 чел., в деревне Логиновская, где находилась Кушерецкая почтовая станция, — 605 человек.
- На 1 января 2010 года в деревне числилось 14 человек[6].

| Год  | Население |
| ---- | --------- |
| 1894 | 1517      |
| 1905 | 1679      |
| 1918 | 1541      |
| 1920 | 1286      |
| 2010 | 7         |

## Этимология
По местной легенде название Кушереки происходит от слова «куш» — богатая река: нерестилище для сёмги, кумжи, наваги, корюха, камбалы и сига. В действительности гидроним Кушерека через незафиксированные варианты *Кушкрека или *Кушкорека восходит к угро-финскому корню kosk, означающему порог, перекат (ср. карел. koski «порог»). Гидроним является, как и многие топонимы Русского Севера, полукалькой, возникшей в результате перевода географического термина, входящего в состав топонима (в данном случае «река»), на русский язык, при сохранении назывной части топонима. Таким образом, Кушерека означает «порожистая река».

## Объекты культурного наследия
В 1669 году при денежной помощи Соловецкого монастыря на средства прихожан в Кушереке была построена Вознесенская кубоватая церковь. В 1972 году церковь и колокольня, построенная в 1854 году, были перевезены из Кушереки в экспозицию государственного музея деревянного зодчества Русского Севера «Малые Корелы» и восстановлены в Каргопольско-Онежском секторе музея.

## Известные уроженцы
- Кучин, Александр Степанович — полярный исследователь, участник экспедиции Амундсена на Южный полюс, капитан погибшей экспедиции Русанова
- Могучий, Епимах Васильевич (1873 — после 1933) — помор, купец, учредитель Северного торгово-промышленного банка.

### Карты
- Топографическая карта-километровка P-37-3,4. Малошуйка
- Кушерека на Wikimapia
- Кушерека. Публичная кадастровая карта